# Maja Grønbek
Maja Corrina Grønbek (* 30. Januar 1971) ist eine ehemalige dänische Handballspielerin, die für die dänische Nationalmannschaft auflief.

## Karriere

### Im Verein
Grønbek begann das Handballspielen im Alter von sieben Jahren beim dänischen Verein MK 31 und wechselte später zum Virum-Sorgenfri HK. Ab der Saison 1992/93 lief sie für IK Skovbakken auf. Im Jahr 2001 bildeten die erste Damenmannschaften von IK Skovbakken und Brabrand IF die Spielgemeinschaft Skovbakken-Brabrand, aus der zwei Jahre später die SK Aarhus hervorging. Grønbek gab im März 2005 für das Saisonende 2004/05 ihr Karriereende bekannt. Im Juni 2005 entschloss sie sich ihre Karriere fortzusetzen und unterschrieb einen Zweijahresvertrag beim spanischen Erstligisten Cementos La Unión Ribarroja. Da der dortige Trainer nach ihrer Ankunft ihr gegenüber äußerte, dass sie nicht mit Einsätze zu rechnen hätte, verließ sie kurz darauf den Verein. Anschließend scheiterten Vertragsverhandlungen mit dem spanischen Verein CB Mar Alicante. Ab September 2005 stand sie für zwei Monate beim isländischen Erstligisten FH Hafnarfjörður unter Vertrag.

### In Auswahlmannschaften
Grønbek bestritt im Jahr 1990 fünf Länderspiele für die dänische Juniorinnennationalmannschaft. Am 17. Februar 1999 gab sie ihr Länderspieldebüt für die dänische A-Nationalmannschaft gegen Norwegen. Grønbek lief im selben Jahr für Dänemark bei der Weltmeisterschaft auf, bei der sie in drei Partien eingesetzt wurde und insgesamt fünf Tore warf. Bei den Olympischen Spielen 2000 gewann sie die Goldmedaille. Grønbek kam in den Spielen gegen Österreich und Australien zum Einsatz, in denen sie insgesamt vier Treffer erzielte.